# Diecéze Abila Lysaniæ
Diecéze Abila Lysaniæ je titulární diecéze římskokatolické církve, založená v 19. století a pojmenovaná podle starověkého města Abila Lysaniæ v dnešní Sýrii. Toto město se nacházelo v provincii Fenicia II. Diecéze byla sufragannou arcidiecéze Damascus.

## Titulární biskupové
| hodnost          | jméno                                   | úřad                                                                | od                 | do                 |
| ---------------- | --------------------------------------- | ------------------------------------------------------------------- | ------------------ | ------------------ |
| titulární biskup | John Menzies Strain                     | apoštolský vikář Eastern District of Scotland (UK)                  | 2. září 1864       | 15. března 1878    |
| titulární biskup | Alphonse-Hilarion Fraysse, S.M.         | apoštolský vikář Nouvelle-Calédonie (Nová Kaledonie)                | 14. března 1880    | 1. září 1905       |
| titulární biskup | Aloys Schaefer                          | apoštolský prefekt Lausitzu (Německo)                               | 4. dubna 1906      | 5. září 1914       |
| titulární biskup | Joseph (Ignatius) Shanahan, CS.Sp.      | apoštolský vikář Southern Nigeria (Nigérie)                         | 16. dubna 1920     | 25. prosince 1943  |
| titulární biskup | Louis Delmotte                          | emeritní biskup Tournai (Belgie)                                    | 8. července 1945   | 29. srpna 1957     |
| titulární biskup | Herculanus J.M. van der Burgt, OFM Cap. | apoštolský vikář Pontianak (Indonésie)                              | 13. července 1957  | 3. ledna 1961      |
| titulární biskup | Enrique Principe                        | pomocný biskup Santa Fe (Argentina)                                 | 28. listopadu 1957 | 7. října 1974      |
| titulární biskup | John Adel Elya                          | pomocný biskup Newtonu (USA)                                        | 21. března 1986    | 25. listopadu 1993 |
| titulární biskup | Georges Kahhalé Zouhaïraty, B.A.        | apoštolský exarcha Venezuely pro Řecko-melkitské věřící (Venezuela) | 12. října 1995     | současnost         |